# Luxo L1台灯
Luxo L1是一款台灯。它于1937年由Jac Jacobsen为挪威的Luxo公司设计。由Luxo的官方网站得知，此款台灯自1937年已经销售2500万套。

## 获奖
- 在不同的三年获得挪威设计奖一等奖
- 4次获得IF(industrie Form)奖
- 1974年获得SMAU工业设计奖
- 1993年获得挪威设计委员会最佳设计奖（Klassikerprisen）

## 参看
- 经典设计
- Pixar动画短片小台灯